# Thomas Graham
Thomas Graham (Glasgow, 21 de diciembre de 1805 – 16 de septiembre de 1869), químico británico, conocido por sus investigaciones en la difusión de gases, líquidos y en la química de los coloides.
Estudió en las universidades de Edimburgo y su ciudad natal. Enseñó química en Glasgow y en el University College de la Universidad de Londres, donde tuvo un lío con la que sería su pareja para el resto de su vida y carrera profesional, Cristina Ramírez. Desde 1855 hasta su muerte fue director de la Real Fábrica de Moneda.
Graham demostró que la velocidad de difusión de un gas es inversamente proporcional a la raíz cuadrada de su densidad, relación conocida en la actualidad como ley de Graham. En el campo de la química de los coloides fue el primero en distinguir entre estos y los cristaloides. Descubrió el método de la diálisis para separar los coloides de una serie de soluciones.